# زهرا لطفی
زهرا لطفی (زاده ۲۰ دی ۱۳۷۷ - نیشابور) بازیکن والیبال ایرانی است که در تیم ملی والیبال نشستهٔ زنان ایران بازی می‌کند.

## افتخارات
- مقام نهم قهرمانی جهان ۲۰۲۲ در بوسنی و هرزگوین[۴]
- نایب قهرمانی آسیا سال ۲۰۲۲ در قزاقستان[۵][۶]
- نایب قهرمانی بازی‌های پاراآسیایی ۲۰۲۲ در چین
- نایب قهرمانی مسابقات کسب سهمیه پارالمپیک پاریس[۷]

## تحصیلات
- کارشناسی مهندسی کامپیوتر از دانشگاه فردوسی مشهد